# Fernando Alva
Fernando Alva García (Lima, Provincia de Lima, Perú, 12 de abril de 1947) es un exfutbolista peruano. Se desempeñaba en la posición de delantero. Es el padre del jugador Piero Alva.

## Trayectoria
Jugó en Universitario de Deportes desde fines de los años 1960. Luego jugó por Deportivo Municipal, Atlético Chalaco y Deportivo Junín. En el extranjero jugó por la Universidad Nacional Autónoma de México y en Alianza Fútbol Club, en el Once Municipal y en el Club Deportivo FAS de El Salvador. Fue subcampeón de la Copa Libertadores 1972 con Universitario de Deportes.

## Clubes
| Club                              | País        | Año       |
| --------------------------------- | ----------- | --------- |
| Universitario de Deportes         | Perú        | 1967-1973 |
| Club Atlético Chalaco             | Perú        | 1973      |
| Club Centro Deportivo Municipal   | Perú        | 1974      |
| Club Universidad Nacional         | México      | 1974-1975 |
| Alianza Fútbol Club (El Salvador) | El Salvador | 1975-1976 |
| Club Deportivo FAS                | El Salvador | 1976-1977 |
| Club Deportivo 11 Municipal       | El Salvador | 1977-1978 |
| Club Social Deportivo Junín       | Perú        | 1979      |
| Alianza Fútbol Club (El Salvador) | El Salvador | 1979-1981 |
| Club Atlético Chalaco             | Perú        | 1982-1983 |
| Club Social Deportivo Junín       | Perú        | 1984-1985 |

## Palmarés

### Campeonatos nacionales
| Título                    | Club                      | País | Año  |
| ------------------------- | ------------------------- | ---- | ---- |
| Primera División del Perú | Universitario de Deportes | Perú | 1967 |
| Primera División del Perú | Universitario de Deportes | Perú | 1969 |
| Primera División del Perú | Universitario de Deportes | Perú | 1971 |